# Helianthemum oelandicum
Helianthemum oelandicum es una especie de la familia de las cistáceas.

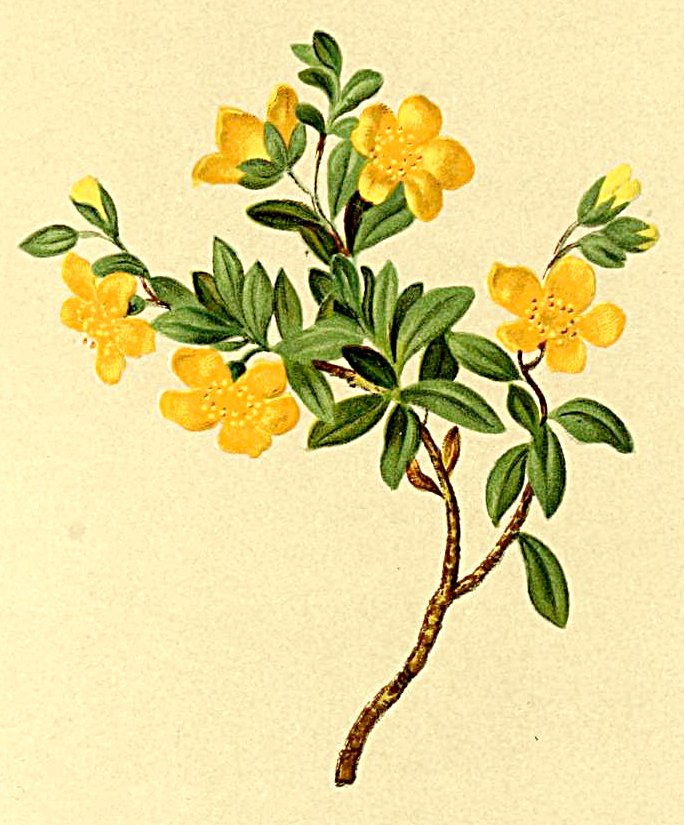
Ilustración

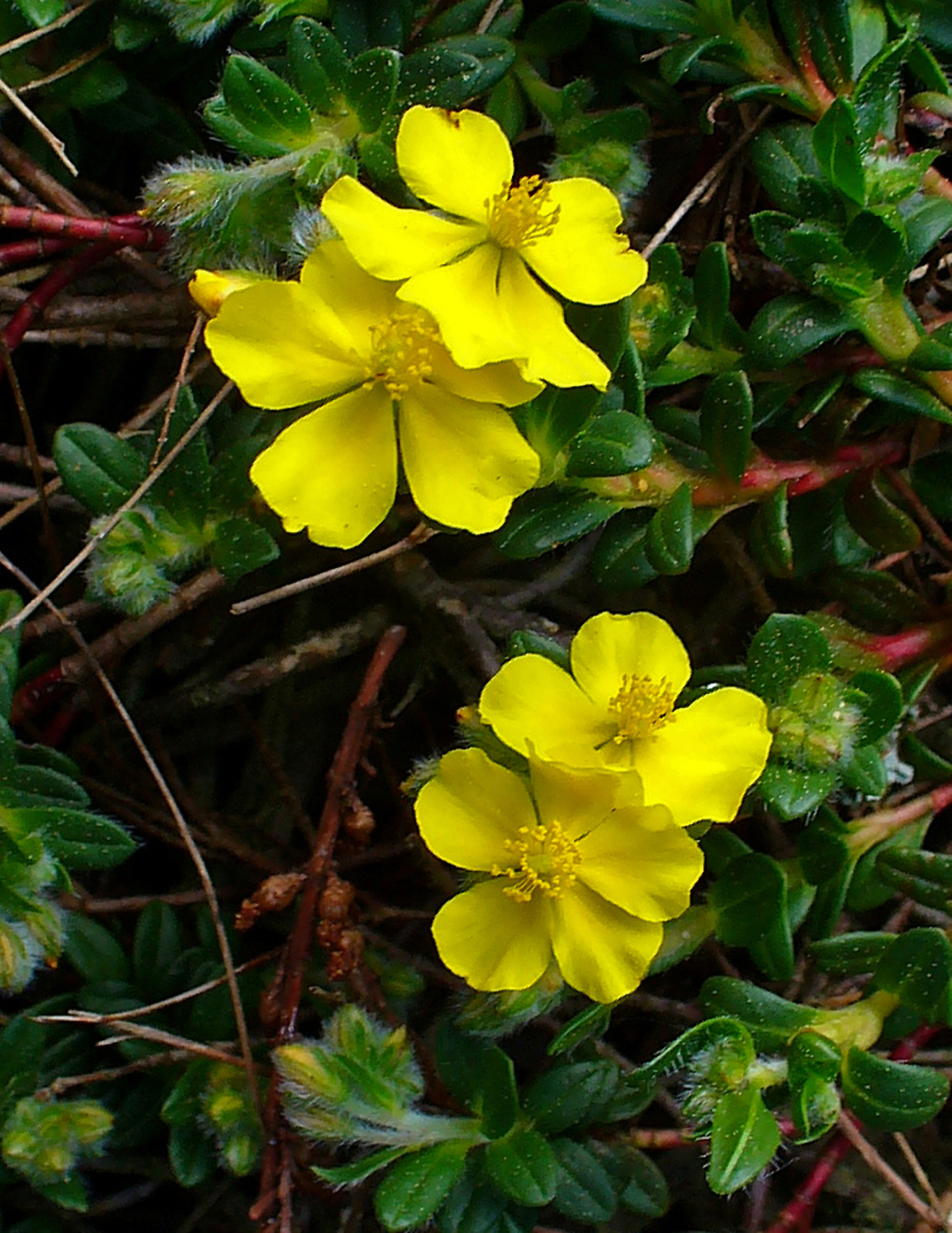
Detalle de la flor

## Descripción
Arbusto enano laxo o densamente cespitoso, de hasta 20 cm. Hojas elípticas a estrechamente lanceoladas, verdes en ambas caras, y todas las hojas sin estípulas. Flores amarillo pálido en inflorescencias simples o ramosas; pétalos de 5-10 mm. Florece en primavera y verano.

## Hábitat
Rocas, pastos secos.

## Distribución
Francia, Alemania, Suecia, Albania, Austria, República Checa, Eslovaquia, Grecia, Suiza, España, Italia, antigua Yugoslavia, Portugal, Polonia, Rumanía y Rusia
.

## Taxonomía
Helianthemum oelandicum fue descrita por (L.) DC. y publicado en Fl. Franç. ed. 3, 4: 817 1805.
Etimología
Helianthemum: nombre genérico que deriva del griego antiguo  Ἥλιος (Helios), "el Sol" y  ανθεμοζ, ον (anthemos, on), "florecido", pues las flores solo se abren con el calor del sol (necesitan una temperatura superior a 20 °C para desplegar sus pétalos) y tienen un cierto fototropismo positivo. Ciertos nombres vernáculos en castellano, tales como Mirasol, corroborarían esta interpretación. Autores sostienen que su nombre es debido a la semejanza de las flores amarillas con el astro solar; sin embargo muchas especies son blancas, anaranjadas, rosadas o purpúreas, lo que no encuadra con esta interpretación. Otros por el afecto que tendría el género por los sitios soleados...
oelandicum: epíteto geográfico que alude a su localización en Oeland.
Variedades aceptadas
- Helianthemum oelandicum subsp. alpestris (Jacq.) Breistr.
- Helianthemum oelandicum subsp. incanum (Willk.) G.López
- Helianthemum oelandicum subsp. italicum (L.) Font Quer & Rothm.
- Helianthemum oelandicum subsp. levigatum (M.Proctor) D.H.Kent
- Helianthemum oelandicum subsp. nebrodense (Heldr. ex Guss.) Greuter & Burdet
- Helianthemum oelandicum subsp. orientale (Grosser) M.Proctor
- Helianthemum oelandicum subsp. piloselloides (Lapeyr.) Greuter & Burdet
- Helianthemum oelandicum subsp. pourretii (Timb.-Lagr.) Greuter & Burdet
- Helianthemum oelandicum subsp. rupifragum (A.Kern.) Breistr.
- Helianthemum oelandicum subsp. stevenii (Rupr. ex Juz. & Pozdeeva) Greuter & Burdet

Sinonimia
- Cistus oelandicus L.
- Cistus oelandicus var. canescens Hartm.
- Helianthemum canum subsp. canescens (Hartm.) M.Proctor
- Helianthemum glabellum Schur
- Helianthemum oelandicum var. canescens (Hartm.) Fr.
- Helianthemum penicillatum Thibaud ex Dunal
- Helianthemum thessalum Boiss. & Orph.[3][4]

## Nombres comunes
- Castellano: jarilla, perdiguera, zamarrilla, zamarrilla negra, zaramilla[3]